# افشار قاسملو
افشار ‌قاسملو خاندانی از تیرهٔ قاسملو ایل افشار بودند که از دوره شاه سلطان حسین تا اواخر سلطنت فتحعلی‌شاه، حکومت ارومیه را در دست داشتند. معروفترین شخصیت این خانواده امام‌قلی‌خان بیگلربیگی است که نوادگان او در دوران معاصر بیش از هشتادهزار خانواده هستند.

## تاریخچه
پیشینه خاندان افشار قاسملو به افشارهایی بازمی‌گردد که در حدود سال‌های ۱۰۳۵ قمری به دستور شاه عباس کبیر به همراه کلبعلی‌سلطان افشار به ارومیه مهاجرت کردند و افشارهای ارومیه را پدیدآوردند. تیره «قاسملو» یکی از تیره‌های فرعی ایل افشار محسوب می‌شد که برطبق گزارش ادیب‌الشعراء پس از مهاجرت، به دستور کلبعلی‌سلطان در صائین قلعه متوطن شدند. از تیره فرعی قاسملو در اواخر دوره صفوی و اوایل دوران قاجار، چند خاندان در نقاطی از شمال غرب ایران و استان کرمان نفوذ قدرت فراوان یافتند، از جمله این خانواده که در طی چند نسل حکومت ارومیه را برعهده داشت و خاندان افشار قاسملوی اسدآباد که برای دو قرن بر جلگه اسدآباد حکمرانی کردند و در ارتش قاجار مناصب بالای نظامی داشتند.در کرمان نیز افشار قاسملو با در اختیار داشتن ۹۲ تیره از ایل افشار به مدت ۵۰۰ سال حاکمیت کرمان و بخش‌های جنوبی و شرقی ایران را در اختیار داشتند . در دوره پس از نادر شاه با وصلتی که بین سران افشار کرمان و شاهرخ خان افشار ( فرزند نادر شاه ) به وجود آمد قدرت افشار کرمان فزونی یافت. از سرشناسترین افراد ایل افشار کرمان به بایرم خان افشار، شاهرخ خان افشار، میرزا حسن خان سرتیپ، غنجعلی خان افشار، هژبرالسلطنه و فرج اله خان افشار می‌توان اشاره کرد. در دوره قاجاریه افشار کرمان خود را از حکومت کرمان کنار کشیده و حکومت را به آقا محمد خان قاجار واگذار نمودند ولی این واگذاری قدرت چیزی از تسلط این ایل بر کرمان کم نکرد بلکه در ادوار مختلف نقش سیاسی افشارها در تاریخ کرمان مشهود بوده‌است. در حال حاضر شهرهای شمالی و غربی استان کرمان و شهرهای بافت و سیرجان و حاجی آباد هرمزگان و جیرفت و شهر‌بابک سکونتگاه فرزندان این ایل می‌باشد.
در خصوص افشار قاسملوی ارومیه نیز آنچه از مستندات تاریخی بر می آید آن است که از زمان کلبعلی‌سلطان افشار، حکومت ارومیه در دست خاندانی از تیره ایمانلوی افشار بود تا در زمان سلطنت شاه سلطان حسین به خاندان افشار قاسملو منتقل شد.
خدادادخان، اولین حاکم (بیگلربیگی) ارومیه از تیره قاسملو، در سال ۱۱۱۹ قمری به فرمان شاه سلطان حسین به قدرت رسید. او در سال ۱۱۳۴ به دلیل شکست در سرکوبی راهزنان کرد، برسر نماز خنجری به سینه خود فروکرد و به زندگیش پایان داد. پس از او پسرش قاسم‌خان به دستور شاه سلطان حسین به حکومت رسید. کمتر از یک سال بعد، با حمله افغان و سرنگونی صفویان، آذربایجان نیز دچار آشوب شد و مورد هجوم قوای عثمانی قرار گرفت. عثمانیان به سرداری یوسف پاشا ارومیه را فتح کردند و قاسم‌خان را عزل و سپس مقتول ساختند. در سال ۱۱۴۲ قمری، نادر ارومیه را از دست عثمانیان گرفت و یوسف پاشا را که به قلعه دم‌دم پناه برده بود، به قتل رساند و یکی از نزدیکان خود به نام پرو بیگ افشار را به حکومت ارومیه منصوب کرد. در سال ۱۱۴۸ قمری حکومت برای مدت کوتاهی به محمدعیسی‌خان، پسر قاسم‌خان تعلق گرفت. در سال ۱۱۵۸ قمری، فتحعلی خان افشار ارشلو در ارومیه حکومت می‌کرد. پس از قتل نادر، در حدود سال‌های ۱۱۶۰ تا ۱۱۷۶ جز شاخه خدادادخان، شاخه دیگری از تیره قاسملو نیز بر ارومیه حکومت کرد که نحوه ارتباط آنان با شاخه نخست معلوم نیست. از شاخه دوم، ابتدا مهدی‌خان افشار قاسملو حکومت یافت. او در حدود سال ۱۱۶۰ قمری از ایروان به ارومیه آمد و فتحعلی خان افشار را به زندان انداخت. او سپس به ابراهیم‌شاه پیوست و از جانب او حاکم آذربایجان شد. مهدی‌خان فتحعلی خان را پس از آن که به او اظهار وفاداری کرد، به حکومت ارومیه گمارد. دومین نفر از این شاخه، تقی‌خان برادر مهدی‌خان است که از جانب فتحعلی‌خان به حکومت رسید. پس از آنکه مهدی‌خان توسط مردم تبریز مقتول شد، فتحعلی خان به تبریز لشکرکشید و خود را حاکم آذربایجان اعلام کرد و تقی‌خان را در ارومیه جانشین خود ساخت. در زمانی که فتحعلی‌خان به قصد به دست آوردن سلطنت ایران، به اصفهان لشکرکشیده بود، آزادخان افغان به ارومیه حمله کرد و تقی‌خان را کور ساخت و محمدموسی‌خان، برادر محمدعیسی‌خان از شاخه خدادادخان را به حکومت تعیین کرد. او همچنین برای تحکیم نفوذ خود، قیزآقا، خواهر موسی‌خان را به حباله نکاح کشید. در ۱۱۷۰ قمری محمدحسن خان قاجار به کمک فتحعلی‌خان ارشلو ارومیه را تسخیر کرد و فتحعلی‌خان را باردیگر به حکومت گماشت. محمدموسی‌خان به دست محمدحسن‌خان به قتل رسید و آزادخان به شیروان فراری شد. در ۱۱۷۷ قمری کریم خان زند به آذربایجان آمد و ارومیه را مفتوح ساخت و فتحعلی‌خان را معزول ساخت. سپس خواهر محمدموسی‌خانِ مقتول را به زنی گرفت و حکومت ارومیه را به رستم‌خان قاسملو، پسر مهدی‌خان داد. کریم خان در ارومیه تاج برسر نهاد و خود را «وکیل‌الرعایا» یا «وکیل ملت» نامید. او در بازگشت به شیراز فتحعلی‌خان را به همراه خود برد، اما در میانه راه، زمانی که به شهر قمشه رسیده بودند، به قتلش فرمان داد. رستم‌خان در سال ۱۱۸۱ قمری به دست مردم شهر که بر او شوریده بودند، کشته شد. پس از او، کریم‌خان رضاقلی‌خان پسر محمدموسی‌خان را به سمت بیگلربیگی منصوب کرد. رضاقلی‌خان پس از چهار سال، در ۱۱۸۵ قمری درگذشت و حکومت به پسرش امام‌قلی‌خان تعلق گرفت. با اقدامات تظامی او در خلال سال‌های ۱۱۸۶ تا ۱۱۹۵ قمری علیه نظرعلی‌خان شاهسون، علی‌خان شقاقی و ابراهیم‌خلیل‌خان جوانشیر، باردیگر امنیت در آذربایجان برقرار شد. امام‌قلی‌خان چندبار با حکام آذربایجان نیز وارد جنگ شد و از جمله به تبریز لشکرکشید و حکومت نجفقلی‌خان دنبلی را در معرض تهدید قرار داد. او در ۱۱۹۶ قمری با سعایت نجفقلی‌خان و سایر حاکمان آذربایجان، به دستور علیمرادخان زند عزل شد و امیراصلان‌خان کردبچه افشار به جای او منصوب گردید. امامقلی‌خان به فرمان علیمرادخان سر فرود نیاورد و با امیراصلان‌خان وارد جنگ شد، اما در این گیرودار زخمی شد و به دلیل خون‌ریزی زیاد در عمارت چهاربرج درگذشت.

## تبارنامه

### نوادگان امامقلی خان بیگلربیگی
امامقلی خان بیگلربیگی (۱۱۷۱ — ۱۱۹۷ قمری) بیگلربیگی ارومیه از ۱۱۸۵ تا ۱۱۹۷ قمری. او ابتدا با دختری از ایل خلج قریه باراندوز ازدواج کرد. سپس در ۱۱۸۸ قمری دختر رستم‌خان قاسملو و در ۱۱۹۵ قمری دختر احمدخان دنبلی را به ازدواج خود درآورد. از دو همسر اول، پنج فرزند، چهارپسر و یک دختر داشت. که عبارت بودند از: حسینقلی‌خان بیگلربیگی (از همسر خلج) و محمدعیسی خان، خدادادخان، لطفعلی خان و مریم‌بیگم (از دختر رستم‌خان). از فرزندان خدادادخان آگاهی زیادی در دست نیست، جز آنکه به نوشته ادیب‌العشراء با دختر محمدقلی‌خان بیگلربیگی ازدواج کرد و صاحب چهار پسر شد.

#### شاخه بیگلربیگی
حسینقلی‌خان بیگلربیگی، در ۱۱۸۷ قمری متولد شد و به دلیل پرت شدن از اسب، در ۲۷ شعبان ۱۲۳۶ درگذشت. او سه بار ازدواج کرد، ابتدا با دختر علیرضاخان قاسملو، سپس با دخترعمویش، دختر محمدقلی‌خان افشار و پس از آن با دختری از طایفه خلج و مجموعاً صاحب دوازده پسر و چهار دختر شد. پسران او از دختر علیرضاخان قاسملو عبارت بودند از امامقلی‌خان، نجف‌قلی‌خان، ابراهیم‌خان و محمدولی‌خان. امام‌قلی‌خان، بزرگترین فرزند، چهل روز پس از پدرش درگذشت. یکی از دختران حسینقلی‌خان به نام قمرنساءخانم به ازدواج فتحعلی‌شاه قاجار درآمد و صاحب پنج فرزند شد. قمرنساءخانم از بطن دختر محمدقلی‌خان افشار متولد شده بود و فرزندان او از فتحعلی‌شاه عبارت بودند از: جهانسوز میرزا، یحیی میرزا، قیصرخانم، سارا سلطان‌خانم و بدرجهان خانم. سارا سلطان‌خانم در سال ۱۲۵۰ قمری به امر محمدشاه قاجار با پسردائیش جهانگیرخان بیگلربیگی ازدواج کرد و صاحب فرزندی نشد.
- (از دختر علیرضاخان قاسملو) نجف‌قلی‌خان بیگلربیگی، صاحب حداقل صاحب دو پسر به نام‌های جهانگیرخان بیگلربیگی و فتح‌اله خان سرتیپ بود:
  - جهانگیرخان بیگلربیگی، در ۱۲۵۰ قمری برای تبریک جلوس محمدشاه توسط پدرش به تهران اعزام شد و در آنجا محمدشاه، ساراسلطان‌خانم، دختر فتحعلی‌شاه از قمرنساءبیگم دختر حسینقلی‌خان بیگلربیگی را به عقد او درآورد. سارا سلطان خانم صاحب اولادی نشد[۱۲] و جهانگیرخان با همسری دیگر ازدواج کرد و یک پسر یافت:[۱۳]
    - حبیب‌الله‌خان منظم‌السلطنه جد خانواده «جهانگیری» ارومیه. حبیب‌الله‌خان صاحب فرزندانی بود از جمله:
      - میرزا علی‌خان منتظم‌السلطنه: در سال ۱۲۸۳ قمری متولد شد. تحصیلات مقدماتی را زیرنظر معلمین خصوصی طی کرد و سپس در محضر علمای ارومیه مشغول تحصیل شد و در صرف و نحو، منطق، معانی و بیان، کلام و فقه و اصول تبحر یافت و زبان فرانسه را نیز نزد مسیون‌های کاتولیک ارومیه آموخت. در سال ۱۳۰۰ قمری داخل خدمت نظام شد. او پس از اجرای چند مأموریت نظامی در سرحد آذربایجان، به ریاست نظمیه ارومیه منصوب شد. منتظم‌السلطنه در اواخر عمر دچار اختلال حواس شد و از معاشرت و مراوده با دیگران دست کشید و در تنهایی درگذشت. او با تخلص «سهیل» شعر می‌سرود.[۱۴]
      - حسین‌خان اعتضادنظام: در سوم جمادی‌الثانی ۱۲۸۵ قمری متولد شد. تحصیلات مقدماتی را زیرنظر معلمین خصوصی طی کرد و در زمان قیام شیخ عبیدالله نهری وارد خدمت نظام شد و درجات نظامی را تا «سرتیپ اولی» طی کرد. در بحبوحه جنگ جهانی اول به سال ۱۳۳۶ قمری به ریاست بلدیه ارومیه رسید و در همان سال به ریاست نظمیه منصوب شد. سپس بارها به ریاست و عضویت انجمن شهر و جمعیت شیر و خورشید سرخ نائل گردید. او ابتدا «اعتضادنظام» لقب داشت و پس از فوت پدرش، ملقب به «بیگلربیگی» شد. حسین‌خان با تخلص «پروین»، گاه «جهانگیری» و در سال‌های پایانی عمر با تخلص «رهی» شعر می‌سرود.[۱۵]

#### شاخه سردارکل
ابوالفتح‌خان سرتیپ پسر حسینقلی‌خان بیگلربیگی از بطن دختر محمدقلی خان افشار بود. او در دوران محمدشاه به تهران رفت و مقام آجودان‌باشی یافت. از فرزندان او یک تن را می‌شناسیم:
- الله‌یارخان که از ناصرالدین‌شاه لقب سردارکل گرفت و با نورالعین خانم دختر اردشیر میرزا پسر عباس میرزا ازدواج کرد و صاحب فرزندانی شد، از جمله حسن‌خان آجودان‌باشی.
  - حسن‌خان آجودان باشی در سال ۱۲۸۴ در فوج خرقان منصب یاوری داشت و در سال ۱۳۲۴ قمری ملقب به سردارکل شد و رئیس کل قشون آذربایجان گردید. سایر القاب او عبارت بودند از: سیف‌السلطنه و وزیر نظام. حسن‌خان موفق به دریافت نشان قدس شده بود.[۱۶] با خانم پروین‌الدوله ازدواج کرد. پروین‌الدوله یگانه دختر سیف‌السلطنه خلج[۱۷] بود و ثروت فراوانی از پدر به میراث برد که به خانه شوهر آورد و گذران سردار کل از این املاک بود.[۱۸] خانه شهری او در انتهای کوچه برلن در کوچه‌ای فرعی که به نام سردارکل شهرت داشت، واقع بود و پس از فوت او به حاج آقا رضا رفیع فروخته شد. از آنجایی که خانه سردارکل در نزدیکی سفارت آلمان قرار داشت، امنای سفارت با او رفت و آمد داشتند و در نتیجه پسران او در مدرسه عالی ایران و آلمان و در کشور آلمان تحصیل کرده بودند و به آلمان دوستی شهرت داشتند. علاوه بر این خانه، سردار باغ بزرگی در دربند و باغی نیز خارج از دروازه شمیران داشت که به باغ وزیریه معروف بود که بعدها توسط فرزندان سردارکل به دکتر جردن فروخته شد تا برای احداث کالج مورد استفاده قرار بگیرد.[۱۹] سردارکل شش پسر داشت:[۲۰]
    - یارمحمدخان افشار ملقب به سردار سعید و پس از فوت پدر ملقب به سردار کل. در سال ۱۲۹۷ قمری متولد شد. تحصیلات خود را در دارالفنون و مدرسه نظامی به پایان رساند. در سال ۱۳۲۶ قمری رئیس قوای آذربایجان و در سال ۱۳۲۷رئیس قشون خراسان شد. در دوره سوم مجلس شورای ملی از سوی مردم بجنورد به وکالت مجلس انتخاب شد.[۲۱] مدتی استاندار گیلان بود و پس از استعفا از مشاغل دولتی، به خیارج ملک خود در قزوین رفت و در آنجا کشاورزی صنعتی را آغاز نمود. با دختر عبدالوهاب خان نظام‌الملک از نوادگان میرزا آقاخان نوری ازدواج کرده بود و صاحب چند فرزند بود، از جمله سرهنگ عبدالحسین افشار و پرویز افشار (۱۲۸۴–۱۳۷۹). پرویز بعدها نام خانوادگی خود از «افشار» را به یارافشار تغییر داد و با خواهرزاده فضل‌الله زاهدی ازدواج کرد و مدت‌ها رئیس دفتر زاهدی بود.
    - علی‌اکبرخان ملقب به سیف‌السلطنه (سیف افشار) در روسیه تحصیل کرد و پس از بازگشت به ایران به خدمت در قزاقخانه پرداخت. پس از طی مدارج سرتیپ دومی و میرپنج از طرف احمدشاه به درجه سرداری رسید و ملقب به سیف‌السلطنه شد. در زمان حضور رضاخان در وزارت جنگ در ارتش متحدالشکل وی حضور داشت و توانست عضو شورای عالی نظام بشود. بعد از کودتا رضاخان پهلوی، تمام دستجات ارتشی (ژاندارم، قزاق و وزارت جنگ) را یکنواخت کرد و درجات را نیز یکی کرد و سرانجام به دلیل اختلاف با رضاشاه در سال ۱۳۱۸ خورشیدی از نظام کناره‌گیری نمود. ابتدا با ترکان‌بی‌بی دختر یارمحمدخان سهام‌الدوله ازدواج کرد، و صاحب یک دختر شد ولی پس از چند سال ترکان‌بی‌بی طلاق گرفت و به بجنورد بازگشت.[۲۲] پس از آن سیف‌السلطنه با دختر میرزا رضا مستوفی پسر میرزا نصرالله مستوفی ازدواج کرد و صاحب یک پسر و سه دختر شد. پسرش امیرخسرو افشار قاسملو است. سیف‌السلطنه در سال ۱۳۴۸ خورشیدی در ۸۸ سالگی درگذشت.[۲۳]
    - امیرقاسم خان
    - الله‌یار خان
    - جان محمدخان افشار ملقب به امیرمسعود. طلعت‌الملوک دختر اعلم‌السلطنه را به همسری گرفت و صاحب یک پسر بود: امیراصلان افشار قاسملو[۲۴]
    - عزیرالله خان
    - مهرتاج خانم ملقب به مهرالسلطنه (۱۲۶۰–۱۲۹۲) در رمضان سال ۱۳۲۱ قمری با عزیزالله‌خان سردار معزز پسر یارمحمدخان سهام‌الدوله ازدواج کرد و دو پسر و دو دختر آورد و سرانجام در جوانی درگذشت.[۲۵]

#### شاخه محمدعیسی خان

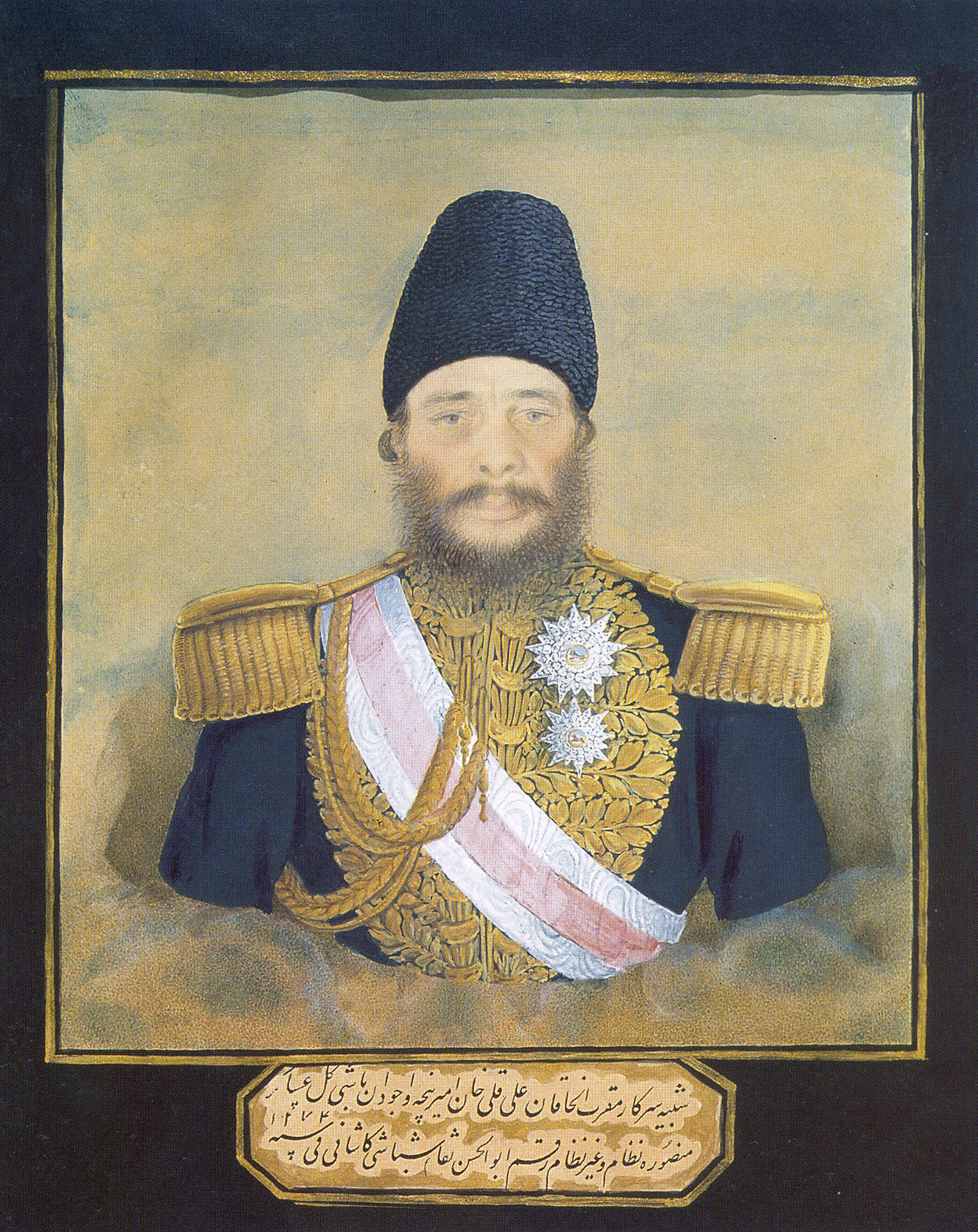
علیقلی خان میرپنجه، آجودان‌باشی کل نظام، اثر صنیع‌الملک

محمدعیسی خان، پسر اماقلی خان از بطن دختر رستم خان افشار بود. او چندی از جانب برادرش حسینقلی‌خان بیگلربیگی نایب‌الحکومه ارومیه بود. در سال ۱۲۱۴ قمری به دستور حسینقلی‌خان به همراه لطفعلی‌خان برادرش به قزوین فرستاده شد تا در آنجا به همراه فرزندان محمدقلی‌خان افشار محبوس و تحت نظر باشد. او صاحب دو پسر بود: علی‌قلی‌خان آجودان‌باشی و علی‌نقی‌خان سرهنگ فوج افشار.
- علی‌قلی‌خان آجودان‌باشی: (جد خانواده مستشاری ارومیه) او و برادرش علی‌نقی‌خان به سال ۱۲۳۷ قمری در نبرد توپراق قلعه جزو فوج افشار به فرماندهی لطفعلی‌خان عمویشان، شرکت داشتند. علی‌قلی‌خان پس از نبرد آباران در ۱۲۴۳ قمری به منصب «یاوری» رسید و سپس در رکاب خسرو میرزا در خراسان و هرات خدمت کرد و به درجه «سرهنگی» نائل شد. پس از آن به خدمت قهرمان میرزا درآمد و از او و قائم‌مقام فراهانی دستخط و توصیه‌نامه گرفت و به درجه «سرتیپی» دست یافت. در اوایل سلطنت محمدشاه قاجار، در رکاب فریدون میرزا به فارس رفت و از جانب شاهزاده در کهگیلویه مأموریت یافت. در زمان حکمرانی فیروز میرزا در کرمان به فرماندهی نیروهای افشار در خدمت او بود و پس از احضار فیروز میرزا به تهران، تا آمدن حاکم جدید به عنوان نایب‌الحکومه در آن شهر ماند. در دوران حکومت خانلر میرزا شورش مردم کرمان را پایان داد و مسببین این واقعه را دستگیر ساخت و به تهران آورد. او پس از فوت محمدشاه، ناصرالدین‌شاه را که به قصد تاج‌گذاری به تهران می‌آمد، همراهی کرد و از جانب امیرکبیر مأمور انتظام امور پایتخت شد. در سال ۱۲۶۸ منصب «میرپنجه» یافت و به همراه عسکرخان برادرزاده‌اش به فرماندهی فوج‌های هفتم و هشتم افشار و هزار سوار خمسه مأمور انتظام خراسان گشت. در سال ۱۲۷۲ قمری از طرف فریدون میرزا والی خراسان به همراه سام‌خان ایلخانی مأمور مقابله با خان خیوه شد و پس از پیروزی از جانب ناصرالدین‌شاه به دریافت خلعت نائل آمد و در سال ۱۲۷۴ از جانب شاه به مقام آجودان‌باشی کل نظام رسید.[۲۸] پسر او عبدالعلی‌خان سرهنگ، مدتی از جانب شجاع‌الدوله، پسرعموی پدرش، به سرحداری ارومیه مأمور بود. دختر علی‌قلی‌خان به همسری امامقلی‌خان اقبال‌الدوله درآمد.[۲۹]

#### شاخه لطفعلی خان
لطفعلی خان سرتیپ، پسر امامقلی خان از بطن دختر رستم‌خان افشار بود. او در سال ۱۲۱۴ به همراه برادش محمدعیسی‌خان به دستور حسینقلی‌خان به قزوین فرستاده شد تا در آنجا به همراه فرزندان محمدقلی‌خان افشار محبوس و تحت نظر باشد. در جشن نوروز ۱۲۲۳ قمری، عسکرخان افشار که از سفارت پاریس بازگشته بود، از فتحعلی‌شاه استدعا کرد فرزندان امام‌قلی‌خان و حسین‌قلی‌خان را که در قزوین زندانی هستند آزاد نماید. فتحعلی‌شاه دستور به رهایی آنان داد و لطفعلی‌خان به هنگام بازگشت به ارومیه در تبریز به حضور عباس میرزا رسید و از طرف او به فرماندهی پانصد سوار افشار منصوب شد. لطفعلی‌خان در جریان جنگ ایران و روسیه در صحنه بسیاری از نبردهای حاضر بود. او در سال ۱۲۲۳ قمری به همراه فوج افشار به سرهنگی محمدخان قاجار، در نبردی ژنرال ترموسوف را شکست داد و از جانب عباس میرزا مورد تقدیر قرار گرفت و به فرمان او فوج هشتم افشار را ایجاد کرد و به درجه سرهنگی رسید. در سال ۱۲۲۴ قمری در نبرد اصلاندوز شرکت کرد، اما با وجود آن که رشادت بسیار به خرج داد، مغلوب شد و پانصد سوار افشار کشته شدند. در ۱۲۲۷ در نبرد لنکران برابر ژنرال کتلروسکی ایستادگی کرد و در سال ۱۲۲۹ قمری به دستور برادرش حسینقلی‌خان، جنگ حیدری و نعمتی را که در ارومیه درگرفته بود، به کمک فوج هشتم افشار پایان داد. در سال ۱۲۳۱ به همراه نجف‌قلی‌خان پسر حسینقلی‌خان در رواندز به جنگ قوای عثمانی رفت و در نبرد توپراققلعه به همراه برادرزاده‌اش محمدولی‌خان، به سرکردگی فوج هفتم و هشتم افشار شرکت کرد. واپسین مقام لطعفلی‌خان سرتیپی فوج هفتم و هشتم افشار بود. او در ۱۸ جمادی‌الثانی ۱۲۴۸ بر اثر ضربه لگد اسب درگذشت. همسر لطفعلی‌خان دخترعمویش، دختر محمدقلی‌خان افشار بود و صاحب چهار فرزند، سه پسر و یک دختر شد:
- عسکرخان سرتیپ: او و برادرش شجاع‌الدوله در سال ۱۲۶۴ قمری که ناصرالدین‌شاه به قصد تاج‌گذاری به تهران می‌آمد، جزء همراهان شاه بودند. در تهران امیرکبیر او را مورد التفات خود قرار داد و به درجه سرتیپی و فرماندهی فوج‌های هفتم و هشتم افشار منصوب ساخت و به حفاظت از سرحدات مهاباد گماشت. در سال ۱۲۶۸ قمری نزد ناصرالدین شاه احضار شد و به همراه علیقلی‌خان میرپنجه، به فرماندهی فوج هفتم و هشتم افشار و هزارنفر سوار خمسه مأمور انتظام خراسان گشت.[۳۹] در سال ۱۲۷۲ قمری به آذربایجان بازگشت و در زمان جنگ هرات در خدمت اکبر میرزا حاکم ارومیه باقی‌ماند تا مراقب مرزهای آن منطقه باشد. در سال ۱۲۷۳ قمری به جنگ سلطان بیگ حاکم مرگور رفت که خیال داشت با همکاری نیروهای عثمانی در خاک ایران اعلام استقلال نماید. عسکرخان پس از جنگ و گریز فراوان و بروز دلاوری بسیار بر سلطان بیگ پیروز شد و او را به اسارت گرفت اما به وی اجازه داد تا آزادانه در اردوی نظامی افشار رفت و آمد کند. سلطان بیگ نیز روزی از فرصت سودجسته و عسکرخان را هنگام نماز در چادرش به قتل رساند. پس از این واقعه اردوی افشار پراکنده شد و چند تن از اطرافیان وفادار عسکرخان جنازه او را به ارومیه بردند. جنازه از دروازه هندو به شهر داخل شد و از آن تاریخ مردم ارومیه آن دروازه را «دروازه عسکرخان» نامیدند.[۴۰] پس از عسکرخان، منصب سرتیپی فوج افشار به برادرش یوسف‌خان شجاع‌الدوله داده شد.[۴۱]
- امام‌قلی‌خان اقبال‌الدوله (همچنین معروف به بیوک‌خان) او در حدود سال ۱۲۴۰ قمری متولد شد.[پانویس ۱] در سال ۱۲۶۸ قمری به منصب سرهنگی فوج افشار رسید و به همراه آن فوج روانه خراسان گردید.[۴۲] در حدود سال ۱۲۸۰ قمری به امر سلطان مراد میرزا حسام‌السلطنه، حاکم فارس که برای انتظام آن سامان از دولت قوای نظامی خواسته بود، به همراه دو فوج مظفر و جدید مراغه که تحت فرماندهی شجاع‌الدوله قرار گرفته بودند، به فارس رفت. او در سال ۱۲۸۴ به ارومیه بازگشت[۴۳] و در سال ۱۲۸۹ قمری ملقب به اقبال‌الملک شد. در سال ۱۲۹۲ قمری پس از فوت برادرش شجاع‌الدوله به فرماندهی فوج‌های هفتم و هشتم افشار رسید و در سال ۱۲۹۷ حاکم ارومیه شد و «اقبال‌الدوله» لقب گرفت. در دوران حکمرانی او قیام شیخ عبیدالله نهری پیش‌آمد و ارومیه صحنه نبردهای خونینی میان پیروان شیخ عبیدالله و نیروهای دولتی شد.[۴۴] اقبال‌الدوله با دختر علی‌قلی‌خان آجودان‌باشی ازدواج کرد و صاحب دو پسر و چند دختر شد. یکی از دختران او به همسری اردشیرخان شجاع‌الدوله درآمد. پسران اقبال‌الدوله عبارت بودند از: خان‌باباخان و اقبال‌الملک.[۴۵] چنگیز اقبالی که مدتی ریاست انجمن شهر ارومیه را به عهده داشت و رحمت‌الله اقبالی، هفتمین شهردار ارومیه از نوادگان اقبال‌الدوله محسوب می‌شدند.[۴۶]
  - اقبال‌الملک، صاحب دو پسر شد، به نام‌های پرویزخان شهاب‌الدوله و عزیزخان سالارافخم:[۴۷]
    - پرویزخان شهاب‌الدوله: در جوانی وارد خدمت نظام شد و پس از طی درجه‌های نظامی به منصب «سرتیپ اولی» و فرماندهی فوج هشتم افشار رسید. شهاب‌الدوله در بحبوحه جنگ جهانی اول به فرمانداری ارومیه رسید و در همین دوران مقام «امیرتومانی» یافت.[۴۸]
- یوسف‌خان شجاع‌الدوله: او در سال ۱۲۶۴ قمری که ناصرالدین‌شاه به قصد تاج‌گذاری به تهران می‌آمد، جزء همراهان بود. در همان تاریخ درجه سرهنگی گرفت و مأمور تشکیل فوجی گردید و با همان فوج در جنگ هرات شرکت کرد و دل‌آوری بسیار از خود نشان داد. در ۱۲۷۳ قمری به جای برادرش عسکرخان که توسط سلطان‌بیگ حاکم مرگور به قتل رسیده بود، به فرماندهی فوج افشار رسید و به ارومیه بازگشت. در سال ۱۲۷۶ قمری در جنگ مرو به اسارت ترکمنان درآمد و دو سال در اسارت ماند و عاقبت خودش را به ۱۷ هزارتومان بازخرید و به تهران آمد[۴۹] و مورد عنایت ناصرالدین‌شاه قرار گرفت و منصب سرتیپ اولی یافت.[۵۰] سپس از جانب شاه مأمور مقابله با ایل شکاک در ارومیه شد و سپس برای دفع ترکمنان به استرآباد رفت.[۵۱] در حدود ۱۲۸۰ قمری، افراد فوج‌های مظفر و جدید مراغه که علیه فرمانده خود آقاخان میرپنجه شوریده بودند، او را از میان تمام سرکردگان نظامی ارتش قاجار به فرماندهی خود انتخاب کردند و ناصرالدین‌شاه نیز بر این انتخاب صحه نهاد. ناصرالدین‌شاه در همین ایام یوسف‌خان را ملقب به شجاع‌الدوله کرد.[۵۲] یوسف‌خان در سال ۱۲۸۴ قمری مأمور تأدیب طایفه بلباس در دشت لای‌جان شد و پس از فائق آمدن بر آنان، قلعه جدیدی در لای‌جان بنا نهاد و از جانب شاه به دریافت خلعت و نشان نائل گردید.[۵۳] در همان سال به خواهش میرزا صادق قائم‌مقام، که به پیشکاری مظفرالدین میرزا ولیعهد ناصرالدین شاه، منصوب شده بود، با فوج هفتم افشار به تبریز رفت.[۵۴] در سال ۱۲۸۵ قمری مأمور پذیرایی از ولیعهد امپراتور روسیه شد و بر اثر حسن خدمت، از جانب امپراتور به دریافت نشان و حمایل مخصوص نائل گردید. دربار روسیه نشان و حمایل را به تهران فرستاد و ناصرالدین‌شاه یک طغرا فرمان به انضمام یک طاقه شال کشمیری بر آن افزود و به نزد شجاع‌الدوله در ارومیه ارسال کرد.[۵۵] شجاع‌الدوله در همین سال به حکومت خوی، سلماس و ارومیه نائل شد. اما زمانی که به خوی رفته بود، دربار فرمان حکومت ارومیه را در حق احمد میرزا معین‌الدوله صادر نمود. شجاع‌الدوله در سال ۱۲۹۲ قمری به دلیل شکایت مردم خوی، به تهران فرخوانده شد، اما هنگام عزیمت در زنجان بیمار شد و درگذشت.[۵۶] او صاحب یک پسر بود:[۵۷]
  - اردشیرخان شجاع‌الدوله: ناصرالدین‌شاه او را بنا به خواهش پدرش، در حدود سال ۱۲۷۸ قمری به سرهنگی فوج هفتم افشار منصوب ساخت.[۵۸] او در خلال سال‌های ۱۲۸۰ تا ۱۲۸۴ قمری گاهی از جانب پدر و گاهی از جانب عمویش اقبال‌الدوله، به نیابت فرماندهی فوج‌های افشار و مراغه تعیین می‌شد.[۵۹] در سال ۱۲۸۴ به همراه پدرش به تبریز رفت و پس از آن‌که پدرش به حکومت خوی و سلماس و ارومیه رسید، از نزد او مرخص شده، به همراه فوج هفتم افشار به ارومیه بازگشت.[۶۰] اردشیرخان پس از فوت پدرش شجاع‌الدوله لقب گرفت و به سرتیپی فوج هفتم افشار رسید.[۶۱] او در اوایل دهه ۱۲۹۰ قمری به همراه فوج هفتم افشار در نزد حاکم فارس خدمت می‌کرد. در سال ۱۲۹۳ قمری به دستور میرزا حسین‌خان سپهسالار خلع منصب شد، اما پس از یک سال بار دیگر به فرماندهی فوج افشار منصوب گردید. در سال ۱۲۹۵ قمری به دلیل اختلال حواس، توسط عمویش اقبال‌الدوله به ارومیه فراخوانده شد و پسر اقبال‌الدوله جانشین او شده به شیراز رفت.[۶۲] اردشیرخان در حدود ۱۲۸۳ قمری[۶۳] با دختر امام‌قلی‌خان اقبال‌الدوله ازدواج کرد و صاحب یک پسر شد:[۶۴] جمشیدخان مجدالسلطنه افشار

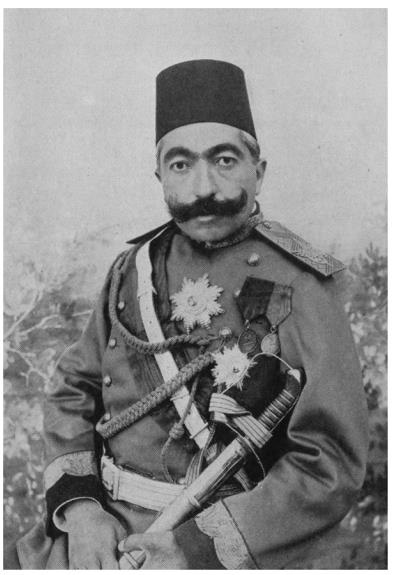
جمشیدخان مجدالسلطنه افشار

    - جمشیدخان مجدالسلطنه، با سلطنت‌خانم دختر امام‌قلی میرزا پسر ملک قاسم میرزا ازدواج کرد و صاحب دو پسر و سه دختر شد: مستوره افشار، جلال افشار، توران افشار، آلجای افشار، تموچین افشار و هایده افشار.

### نوادگان محمدقلی‌خان افشار
محمدقلی‌خان صاحب شانزده فرزند، دوازده پسر و چهار دختر بود. بزرگترین پسر او مصطفی‌قلی‌خان نام داشت. پسر دوم، سعادت‌قلی‌خان، بانی حمام سعادت‌قلی‌خان ارومیه بود. پسر دیگر او خداقلی‌خان در ایام حکومت نجفقلی‌خان، بیگلربیگی و سپس دیوان‌بیگی بود. حاجیه خانم، دختر اول محمدقلی‌خان، به ازدواج حسینعلی میرزا فرمانفرما پسر فتحعلی شاه درآمد و صاحب فرزندانی چند شد، از جمله: رضاقلی میرزا، در زمان پدرش نایب‌الایاله فارس بود، نصرالله میرزا و تیمور میرزا حسام‌الدوله که در دوران فرمانفرما بر کازرون حکومت می‌کرد. دختر حاجیه خانم را سعید بن سلطان بن احمد فرمانروای عمان و مسقط و زنگبار به همسری گرفت و با خود به زنگبار برد. او چندی بعد بدون داشتن اولاد، از سلطان طلاق گرفت و به ایران بازگشت. پس از فوت فتحعلی‌شاه، حسینعلی میرزا از شیراز به ادعای تاج و تخت قاجار برخاست و چون توسط محمدشاه، دستگیر زندانی شد، رضاقلی میرزا و تیمور میرزا از بیم جان خود به لندن فرار کردند. آنان نخستین اعضای خاندان قاجار بودند که به اروپا مسافرت می‌کردند و سفرنامه‌ای که رضاقلی میرزا در شرح این سفر پرمخاطره به رشته تحریر درآورد، یکی از اولین نمونه‌ها در نوع خود و قابل قیاس با مسیر طالبی نوشته میرزا ابوطالب خان است.
دختران دیگر محمدقلی‌خان به ازدواج حسینقلی‌خان بیگلربیگی، خدادادخان و لطفعلی‌خان سرتیپ، پسران امام‌قلی‌خان بیگلربیگی، درآمدند. همسر خداداداخان صاحب چهار پسر به نام‌های عبدالرحمان پاشاخان، ولی‌قلی‌خان، عباسقلی‌خان و زکی‌خان شد. همسر لطفعلی سه پسر (عسکرخان، اقبال‌الدوله و شجاع‌الدوله) و یک دختر یافت.

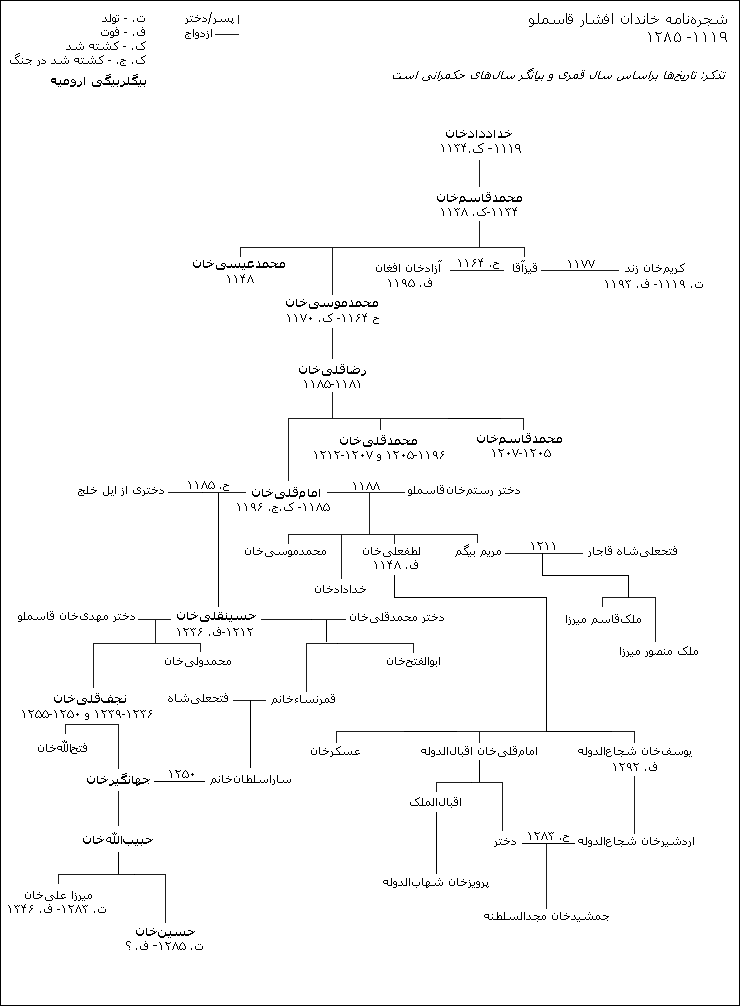

### فرزندان قاسم خان افشار
قاسم خان افشار بعد از سال ۱۲۰۵ هجری قمری با اعضای خانواده و اقوام به ساوجبلاغ منتقل گردید و نهایتاً در روستای قاسم‌آباد آقای فعلی که به نام ایشان نام‌گذاری گردیده‌است سکنی گزید. وی در سال ۱۲۴۲ درگذشت و در همان روستا به خاک سپرده شد. اعضای خانواده او نسل به نسل در آن روستا ساکن بوده و هستند.
در عکس زیر شجره‌ای از سر سلسله افشار قاسملو تا فرزندان قاسم خان به تصویر کشیده شده‌است. ضمناً قاسم خان از فرزندان دختری نادر شاه افشار می‌باشد.

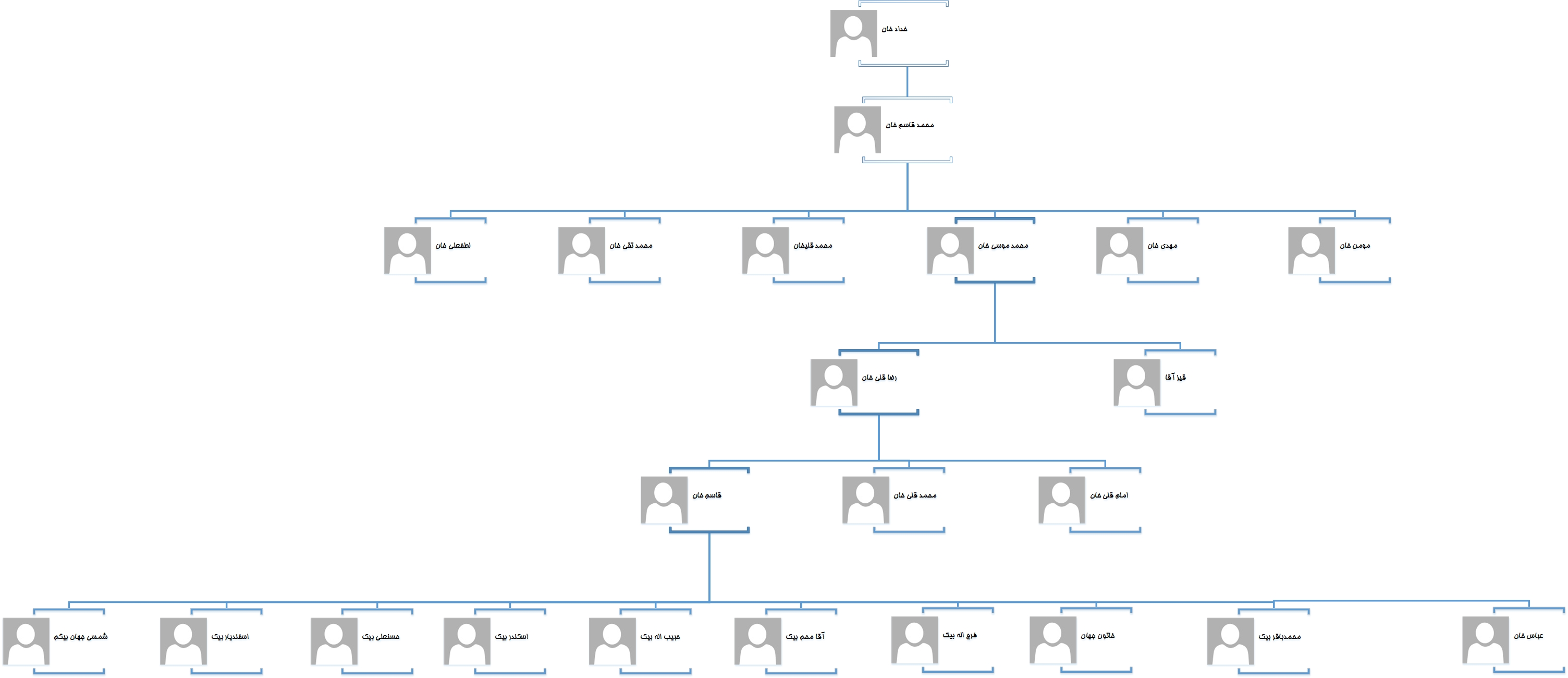

## بناها

### کاخ‌ها و باغ‌ها
یکی از معروف‌ترین آثار خاندان افشار، عمارت چهاربرج است. این عمارت را رضاقلی‌خان بیگلربیگی در دوران حکومتش احداث کرد و چون بمانند قلعه‌ای در چهارگوشه دارای چهار برج بود، به این نام معروف گشت. عمارت چهاربرج، مشتمل بر چند بیرونی و اندرونی، تالارهای متعدد و حمام مخصوص بود. تالارهای ساختمان را نقاشی‌های آبرنگ یکی از معروف‌ترین نقاشان عصر زندیه، الله‌وردی نقاش (برادر ابوالحسن افشار) تزئین می‌کرد. شاهان وقت، از جمله کریم خان زند و فتحعلی شاه قاجار در این عمارت مهمان خوانین افشار می‌شدند. فتحعلی شاه در چهار برج با مریم‌خانم دختر امام‌قلی‌خان بیگلربیگی ازدواج کرد و سید علی‌محمد باب در دوران محمدشفیع‌خان بیگلربیگی چندی در این عمارت اقامت گزید.
در سال ۱۱۸۷ قمری امام‌قلی‌خان بیگلربیگی باغ و عمارتی در منطقه «سیرداغی» احداث کرد. محل باغ بربالای چشمه «خان‌بلاغی» انتخاب شده بود که چشم‌اندازی منحصر به فرد داشت. در سال ۱۲۵۸ قمری، ملک‌قاسم میرزا، این باغ را که متروک افتاده و عمارتش روبه ویرانی بود، تعمیر کرد.
امام‌قلی‌خان در ۱۱۸۸ قمری، باغ دیگری در نزدیکی شهر ارومیه ساخت که به «باغ دلگشا» موسوم شد. پس از امام‌قلی‌خان باغ به چهارمین پسرش، لطفعلی‌خان افشار به میراث رسید. اقبال‌الدوله، پسر لطفعلی‌خان و مالک بعدی باغ، در حدود ۱۲۸۰ قمری عمارت‌هایی در آن پی‌ریزی کرد که پس از او به دست برادرش، یوسف‌خان شجاع‌الدوله، به اتمام رسید. در قیام شیخ عبیدالله نهری، پیروان شیخ دیوارهای باغ را تخریب و عمارت‌ها را به گلوله بستند. این آسیب‌ها در دوران حکمرانان بعدی ارومیه ترمیم شد. پس از جنگ جهانی اول، خاندان افشار این باغ را برای احداث سربازخانه به ارتش اهدا کردند و از آن پس ساختمان‌های دولتی، یکی پس از دیگری در این محل احداث شدند، تا جایی که نشانی از باغ و عمارت‌های قدیمی آن برجای نماند.
در سال ۱۲۱۲ قمری، حسینقلی‌خان بیگلربیگی، پسر ارشد امام‌قلی‌خان، دو باغ در ییلاق ارومیه طرح انداخت که به «باغ سیاوش» و «باغ خان» مشهور شدند و هر دو دارای عمارت و حوض و استخر بودند.
یوسف‌خان شجاع‌الدوله در قریه «بدل‌بو» باغ و عمارت بزرگی ساخت تا پس از کناره‌گیری از مشاغل دولتی، در آن‌جا روزگار گذراند. در قیام شیخ عبیدالله، یکی از سخت‌ترین نبردها در نزدیکی این باغ اتفاق افتاد. پس از عقب‌نشینی قوای اقبال‌الدوله، باغ به دست کردها غارت شد و از آن پس متروک افتاد.

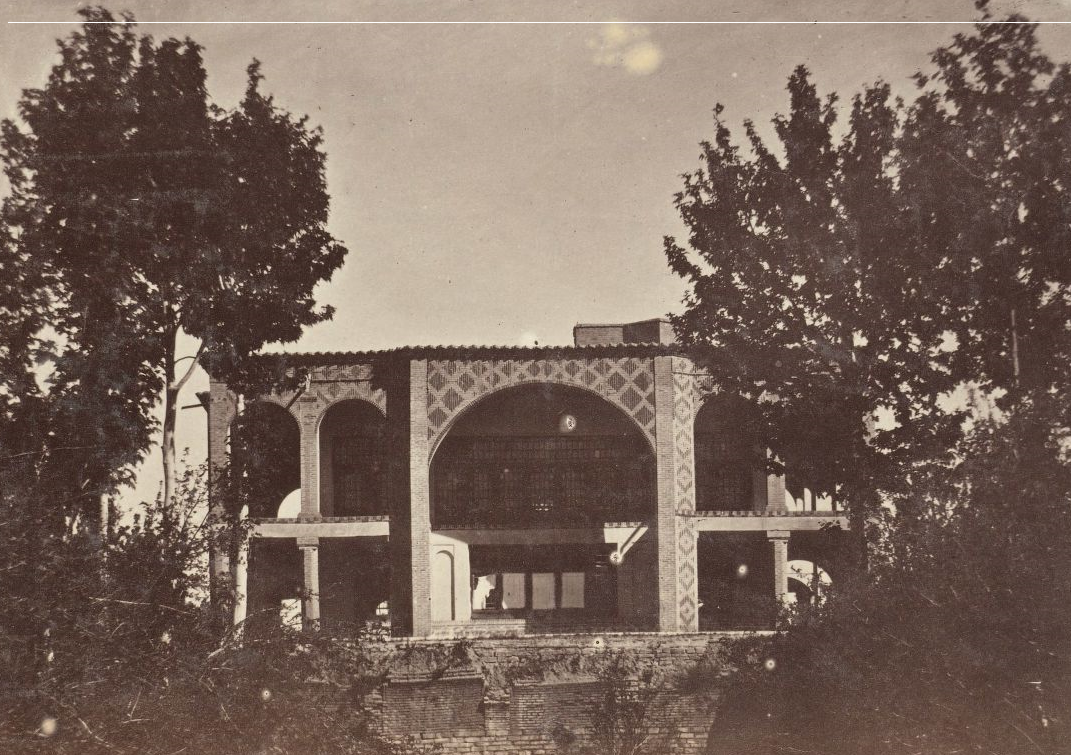
کلاه فرنگی بزرگ باغ دلگشا
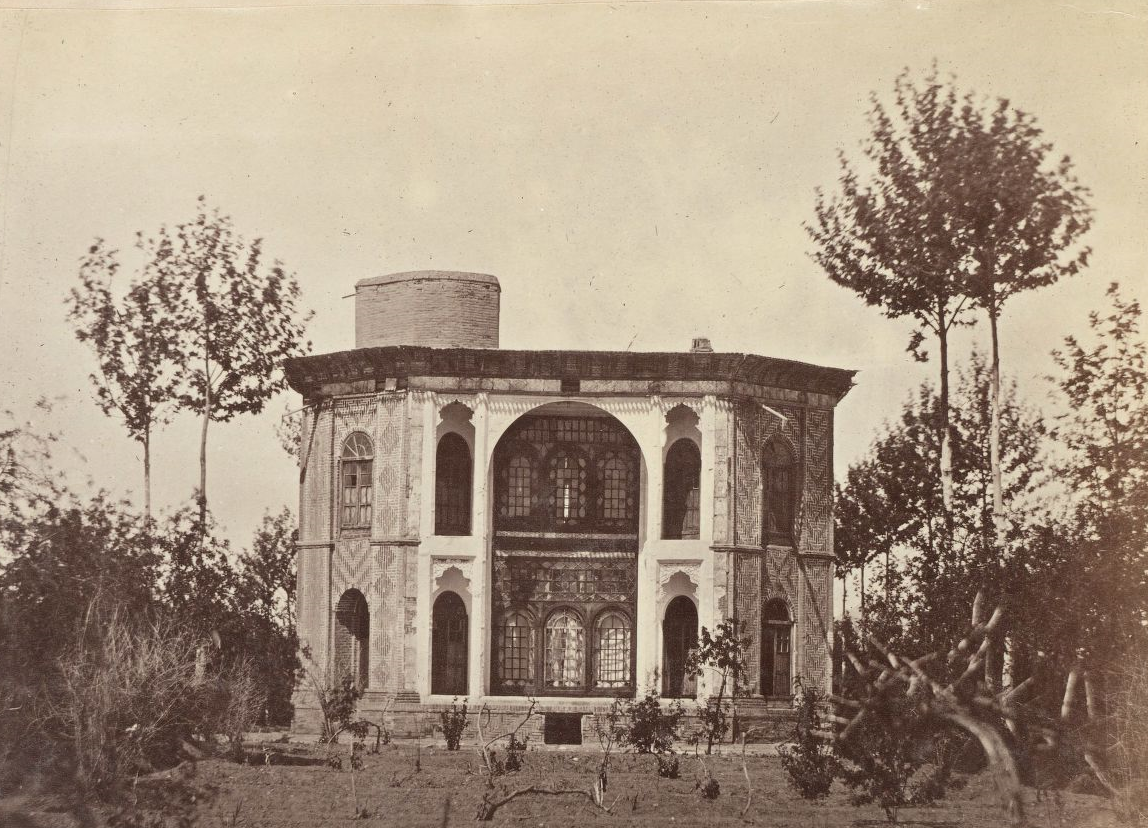
کلاه فرنگی کوچک باغ دلگشا
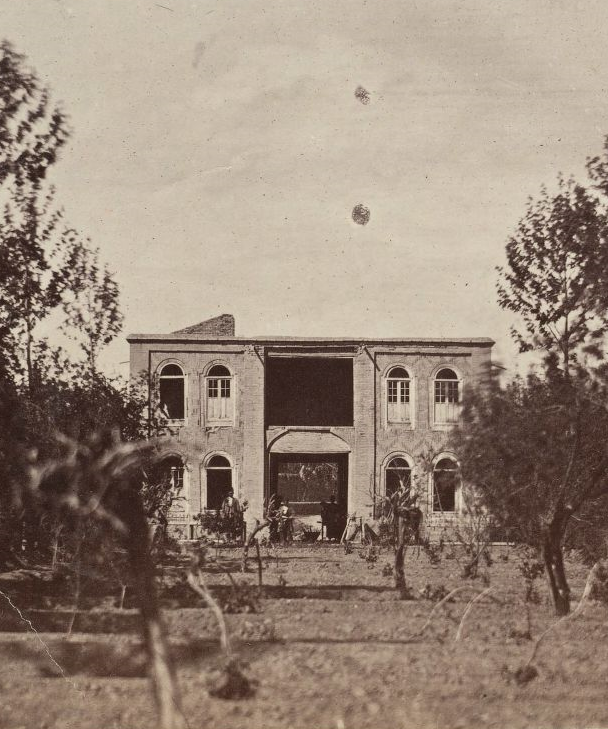
سردر ورودی باغ دلگشا
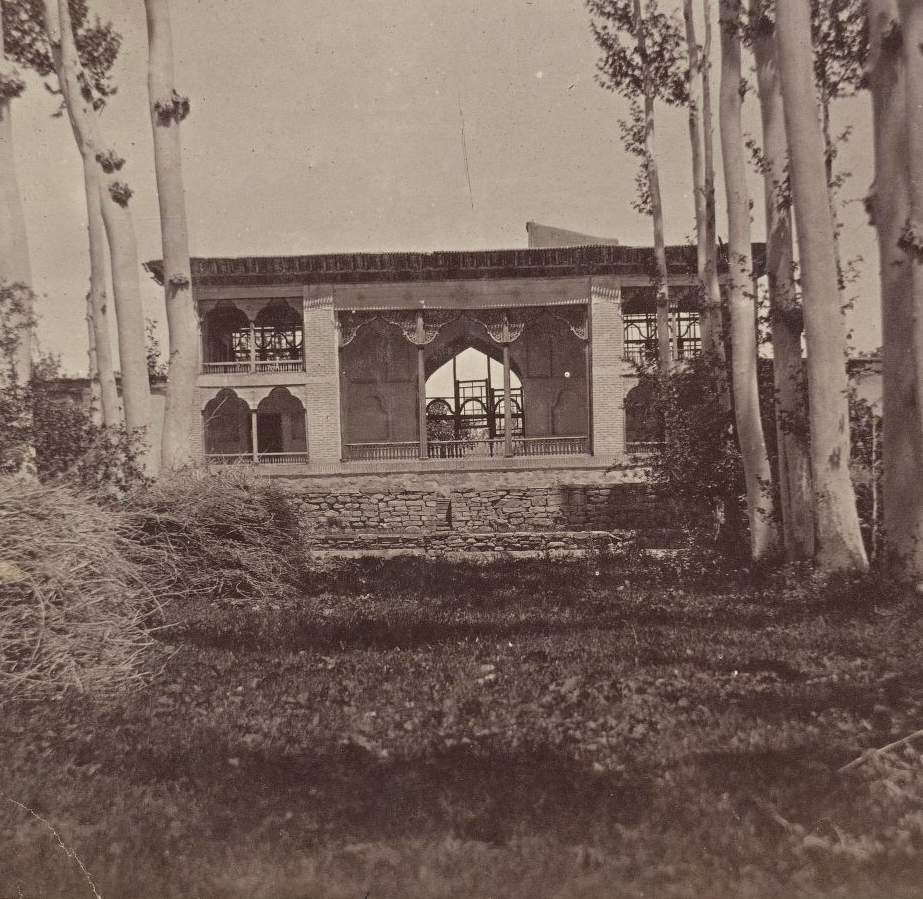
عمارت باغ سیاوش. این باغ به دلیل وقایع اندوه‌باری که در آن پیش آمد، چنین نام گرفت.
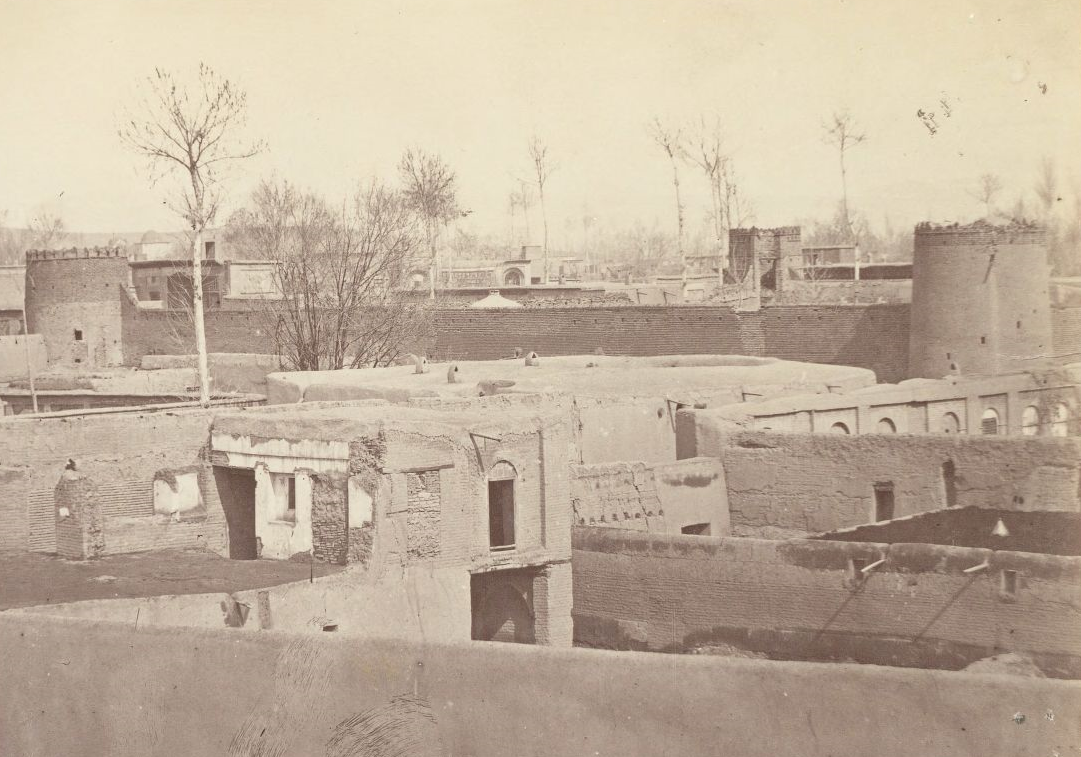
دورنمای شهر ارومیه و عمارت چهاربرج
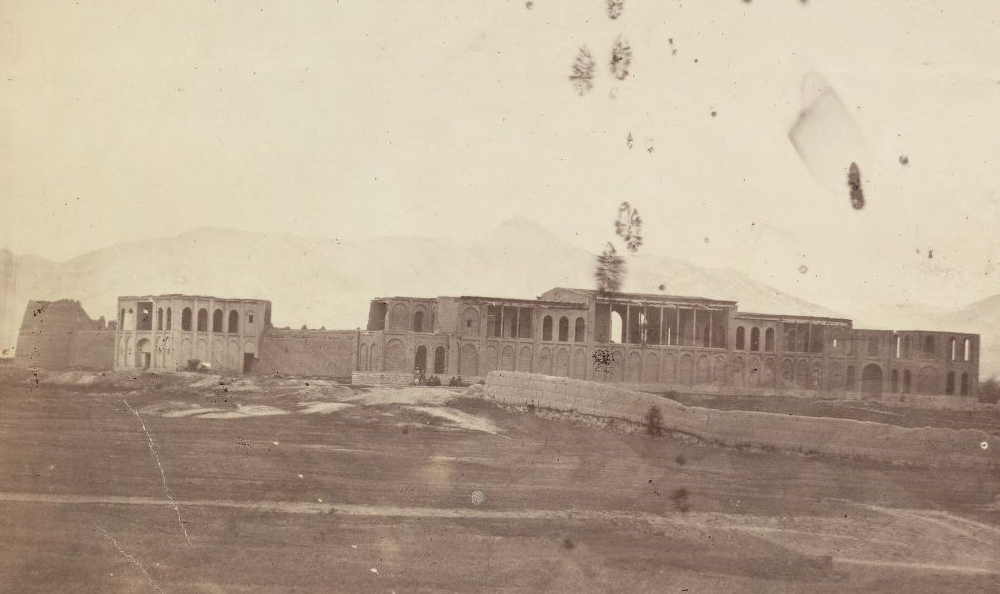
باغ و عمارت بدل‌بو پس از غارت

## فرهنگ و هنر
در منابع تاریخی نشانی از علاقه نسل‌های اولیه خاندان افشار قاسملو به هنر و فرهنگ و حمایت آنان از هنرمندان، دیده نمی‌شود. قدیمی‌ترین اشاره‌ها مربوط به نوشته علاءالدین تکش دربارهٔ حسین‌قلی‌خان بیگلربیگی است. به نوشته او: «[بیگلربیگی] مهم‌ترین مشوق هنرمندان بود. فریدون مینا از شعرا و استاد الله‌وردی نقاش مورد حمایت ایشان بودند.»
در اواسط دوران قاجار نیز جهانگیرخان بیگلربیگی و پسرعمویش شجاع‌الدوله به حمایت از هنرمندان و شعرا نام‌بردار بودند. برای نمونه تحت توجه و کمک‌های مالی شجاع‌الدوله، میرزا عبدالرشید ادیب‌الشعرا موفق به تدوین کتاب ارزشمند «تاریخ افشار» شد. به نوشته خود ادیب‌الشعرا: «روزی در مجلس … شجاع‌الدوله ذکر وقایع افشار و آن اوراق پریشان به میان آمد که همچنان متروک و منسوخ مانده و کسی اقدام به اتمام آن نکرده‌است. من بنده [...] را مخاطب نموده فرمودند:هان ای رشید! اباعن جد به خوان نعمت این خانواده پرورده و عمری در زیر سایه تربیت بسر برده بحمدالله سلیقه مستقیم داری، اکنون که هنگام فراغت است، انجام این خدمت به عهده اهتمام توست. از ما توجه احوال و بذل سیم و زر و از تو صرف اوقات و اظهار هنر.» بیشتر پیشرفت ادیب‌الشعرا مرهون مطالعه کتاب‌های متعددی بود که در کتابخانه خصوصی خوانین افشار وجود داشت، و با آزادی و احترام کامل به ادیب اجازه داده می‌شد تا از آن‌ها بهره برد.
در خانواده حبیب‌الله‌خان بیگلربیگی (پسر جهانگیرخان) شعر و ادبیات رواج داشته‌است. از میان پسران او دو تن، میرزا علی و میرزا حسین شعر می‌سرودند و هریک تخلصی برای خود انتخاب کرده بودند. فرزندان میرزا حسین نیز همگی اهل شعر و دوستدار ادب بودند. میرزا حسین اغلب با فرزندانش مشاعره می‌کرد. هریک مصراع‌های رباعی زیر را یکی از اعضای این خانواده در یک مجلس ادبی فی‌البداهه سروده‌است:
| میرزا حسین: من تخم وفای تو به دل کاشته بودم |  | دخترش: مهرت ز ازل در دل خود داشته بودم    |
| پسرش: دیدم که وفا در دل تو نقش نبسته‌است     |  | پسر دیگرش: بیهوده خیالی‌ست که پنداشته بودم |

## یادداشت
1. ↑  آقابیکلر نقاش افشار، در تاریخ ۱۲۷۷ قمری تصویری از امامقلی‌خان کشیده که عنوان آن چنین است: «امامقلی‌خان سرتیپ افشار در سن سی و هفت سالگی» بنابراین اگر بپذیریم که امامقلی‌خان در زمان کشیده شدن نقاشی سی و هفت سال داشته‌است، تولد او در حدود ۱۲۴۰ قمری خواهد بود.